# باشگاه فوتبال ژمچوژینا-سوچی
باشگاه فوتبال ژمچوژینا-سوچی (روسی: ФК Жемчужина-Сочи) یک باشگاه فوتبال در شهر سوچیدر کشور روسیه است. این باشگاه در لیگ برتر فوتبال روسیه بازی می‌کند. این باشگاه در سال ۱۹۹۱ تأسیس شد و در سال ۲۰۱۳ منحل شد. ورزشگاه مرکزی سوچی محل برگزاری بازی‌های خانگی این باشگاه بود.

## بازیکنان سرشناس
- آرسن آوتیسیان
- ادوارد پارتسیکیان
- تیگران پتروسیانتس
- مانوک کاکوسیان
- روبرت زبلیان